# ウーヒンゲン
ウーヒンゲンまたはウーインゲン (ドイツ語: Uhingen,  発音) はドイツ連邦共和国バーデン＝ヴュルテンベルク州シュトゥットガルト行政管区のゲッピンゲン郡に属す市である。この街はシュトゥットガルトの東 35 km、ゲッピンゲンの西 6 km のフィルスタールに位置している。

## 地理

### 位置
主邑は、2つの山（ハルデンベルク/ヴルムベルクとヴァッサーベルク）の斜面とその間のフィルスタールに位置しており、高度は 256 m から 483 m である。市域は北西のシュールヴァルトにまで広がる。本市はゲッピンゲン郡に属し、従ってレギオン・シュトゥットガルト（シュトゥットガルト地方）およびシュトゥットガルト行政管区に含まれる。

### 市の構成
本市は、中核市区のウーヒンゲンと、ディーゲルスベルク、ナッサハミューレ、ナッサハ、バイアーレック、ホルツハウゼン、シュパールヴィーゼンの各市区からなる。ウーヒンゲンにはかつて独立した町村であったバイアーレック、ホルツハウゼン、シュパールヴィーゼンが含まれる。旧自治体バイアーレックには、バイアーレック村落と小集落のナッサハ、ウンターヒュット、廃村のフリーゲンホーフが含まれていた。旧自治体ホルツハウゼンにはホルツハウゼン村落と廃村エルレンシュヴァングが属した。旧自治体シュパールヴィーゼンにはシュパールヴィーゼン村落が属し1971年8月31日時点のウーヒンゲンには、ウーヒンゲンの保管に小集落ディーゲルスベルク、ナッサハミューレ、フィルゼック城およびフィルゼック集落、ヴァイレンベルガー・ホーフ、ホイザー・シャルロッテンホーフおよびキースが属していた。

### 土地利用
| 用途                 | 面積 (ha) | 占有率 (%) |
| -------------------- | --------- | ---------- |
| 住宅地               | 190       | 7.7        |
| 商工業地             | 85        | 3.4        |
| レクリエーション用地 | 23        | 0.9        |
| その他市街地         | 52        | 2.1        |
| 交通用地             | 183       | 7.4        |
| 農業用地             | 980       | 39.5       |
| 森林                 | 922       | 37.2       |
| 水域                 | 28        | 1.1        |
| その他               | 16        | 0.6        |
| 合計                 | 2,479     | 100        |

2022年現在の州統計局のデータに基づく。

### 水域
ネッカー川の支流であるフィルス川が市域を東から西に流れている。この川から約870 m の運河が北側に掘られている。また、以下の川が合流する（流れに従って東から西に列記する）: プフールバッハ（左岸側）、ブラウバッハ（右岸側）、トーベルバッハ（左岸側）、ブッツバッハ（左岸側）、ウンターロッホバッハ（右岸側）、リーデンバッハ（右岸側）、レネンバッハ（左岸側）、ナッサハ川（右岸側）。
市の西端にエップレゼー（エップレ湖）が、中核市区とシュパールヴィーゼンとの間の南側に自然保護区に含まれるシャルロッテンゼー（シャルロッテン湖）がある。エップレゼーはカワセミの営巣地で、シャルロッテンゼーではセイヨウコウホネが見られる。
1934年、バート・カンシュタットのカール・エップレ社は、建築資材としてコンクリートの使用が増加する事に伴い、原料の需要が高まったことから、ウンターラー・ヴァーゼンで砂利の採取を開始した。ウーヒンゲン市との賃借契約は1935年3月29日に締結された。賃借料は1 m2 あたり75帝国プフェニヒであった。エップレはこの町に5,000帝国マルクをすぐに支払った。賃貸の他の条件としてエップレ社はウーヒンゲン出身の労働者のみを雇用することとされていた。1954年の時点でも18人の雇用者のうち、16人がこの町の人間であった。土地の採掘は、区画を分けて実施された。これは、市が四半期あたり約60アールにあたる収入を期待できることを意味している。ブライヒェライまでの採掘要請を市が却下したため採掘活動はフィルス川の南のウンターツェール採掘場およびプフィングストヴァーゼン採掘場で行われた。採掘した砂利を工場に運ぶトロッコのためにヒルトシェ橋に線路が敷設され活用された。採掘終了後、掘られた穴はすぐに地下水で満たされたが、再び埋め戻された。選鉱場、洗浄場、積載場に隣接する池だけは保存されている。採取された砂利を洗浄するために毎日約150万リットルの水が、この作業を行うために必要であったからである。1955年8月にレストラン「ギューターバーンホーフ」でウーヒンゲン釣りクラブが発足した。このクラブは「エップレゼー」の釣魚権を賃貸しして、岸辺を藪や木立で堅め、湖が埋め戻されることを防ぐために他のクラブと協力した。エップレ社は1961年と1962年にも砂利採掘のため追加の土地申請を行った。おそらく1963年から1965年までの間に砂利採掘は終了した。エップレ社は1965年に違約金を支払い、契約が解除された。

## 歴史

### 18世紀以前
ウーヒンゲン (Uhingen) という地名はメロヴィング朝時代にまで遡る。これは古代にジッペの長老として、土地領主として、あるいは集落建設者として重要な役割を担った Uigo という人物にちなんだ地名である。
6世紀から7世紀の墓の発掘によって定住は裏付けられている。当時の集落は、中世後期の集落とは異なり、フィルス川北側のゲヴァン・ゾイヴァーゼンにあった。これは、1976年に地元企業アルガイアーの建設工事前の考古学的発掘によって明らかとなった。発掘では約10件の墓穴が見つかり、一部には副葬品もあった。
最初の文献記録は、1275年のコンスタンツ司教区の十分の一税台帳になされている。当時は集落の大部分がアイヒェルベルク伯の所領で、1332年に債権者のヴュルテンベルク伯に売却された。

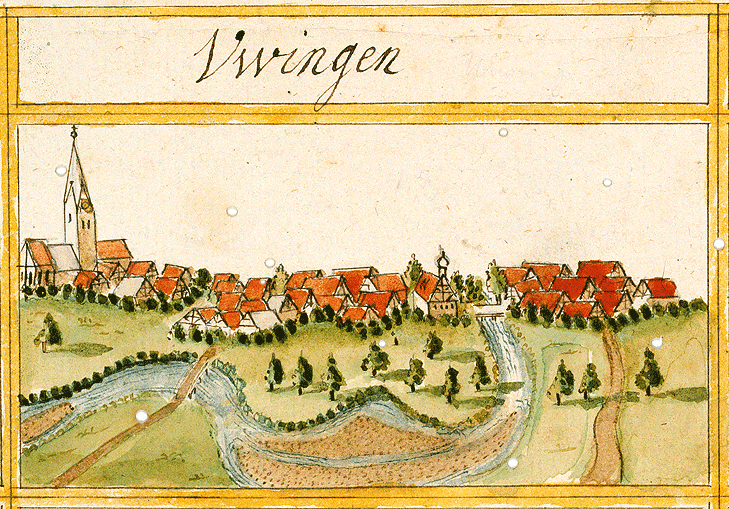
1683年にアンドレアス・キーザーの森林簿に描かれたウーヒンゲン

当初ウーヒンゲンには他の土地も含まれていた。その範囲は現在のファウルンダウのマールバッハからヴァンゲン＝ニーダーヴェルデンやホルツハウゼンを経由してディーゲルスベルクまで、さらにはアルバースハウゼン近郊のシャーフホーフを経てシュパールヴィーゼンにまで達した。ハッテンホーフェン近郊のロイシュタットやベツゲンリートが中世にはウーヒンゲン教区に属していたという事実は、これらの集落もウーヒンゲンと緊密に関係にあったことを示している。三十年戦争の時代、1634年のネルトリンゲンの戦いの後に、勝った皇帝軍がヴュルテンベルクに侵攻し、多くの都市、村、農地を荒廃させた。この際、ウーヒンゲンも焼き討ちに遭った。旧ヴュルテンベルク時代、ウーヒンゲンはシュパールヴィーゼンやディーゲルスベルクとともにアプト・ゲッピンゲンでシュタープアムトを形成しており、その長はヴュルテンベルク公の役人が務めた。

### 19世紀から20世紀
19世紀初めのヴュルテンベルク王国建国に伴う新制度でウーヒンゲンはオーバーアムト・ゲッピンゲンに留まった。19世紀には（ドイツの多くの街がそうであったように）人口が増加し、いくつかの家族や個人が移住していった。
1845年から1850年にフィルスタール鉄道が建設された。この路線はシュトゥットガルトから建設され、部分的に開業していた。1847年10月11日にプロヒンゲンからジューセンまでが開業した。これによりウーヒンゲンはヴュルテンベルクの鉄道網に接続した。1850年半ばにシュトゥットガルトからウルムまでの路線とウルムからフリードリヒスハーフェンへの路線が完成し、全線で運行が開始した。この頃にテキスタイル業者（織布およびテキスタイル製品加工）がこの地域に定着した。
第一次世界大戦では多くのウーヒンゲン出身者が亡くなった。戦間期にモータリゼーションに伴って金属加工業者がこの地域で発展した。ナチ時代のヴュルテンベルクの行政改革によりウーヒンゲンは1938年にゲッピンゲン郡に編入された。第二次世界大戦後、1945年から1952年までウーヒンゲンはアメリカ占領地区の一部となり、新設されたヴュルテンベルク＝バーデン州の一部となった。この州は1952年に現在のバーデン＝ヴュルテンベルク州に再編された。

### 町村合併
- 1971年9月1日: バイアーエック（およびアーデルベルクの一部）[8]
- 1972年1月1日: ホルツハウゼン[8]
- 1972年3月15日: シュパールヴィーゼン[8]

## 住民

### 宗教
ウーヒンゲンの教会は1275年に初めて記録されている。教会の権利はアーデルベルク修道院が有していた。ディーゲルスベルク、ホルツハウゼン、シュパールヴィーゼンは昔からウーヒンゲンの支部集落であった。教会組織上、2016年にウーヒンゲン福音主義教会組織に統合されてゲッピンゲン教会管区に属すこととなったバイアーエックは、初めはエーバースバッハ・アン・デア・フィルスの支部集落で、1848年から独自の教会区となり、2015年までショルンドルフ教会管区に属していた。
宗教分布は以下の通りである。
- 53.4 % 福音主義
- 31.1 % ローマ＝カトリック
- 5.8 % イスラム系宗教団体

### 人口推移
出典: 1961年以後のデータはバーデン＝ヴュルテンベルク州統計局による。
| 時期           | 人口（人） |
| -------------- | ---------- |
| 1837年         | 02,093     |
| 1907年         | 03,429     |
| 1939年05月17日 | 04,851     |
| 1950年09月13日 | 07,493     |
| 1961年06月06日 | 10,200     |
| 1970年05月27日 | 11,986     |
| 1983年12月31日 | 11,834     |

| 時期           | 人口（人） |
| -------------- | ---------- |
| 1987年05月25日 | 12,090     |
| 1991年12月31日 | 12,710     |
| 1995年12月31日 | 13,385     |
| 2005年12月31日 | 13,895     |
| 2010年12月31日 | 13,555     |
| 2015年12月31日 | 14,036     |
| 2020年12月31日 | 14,479     |

## 行政

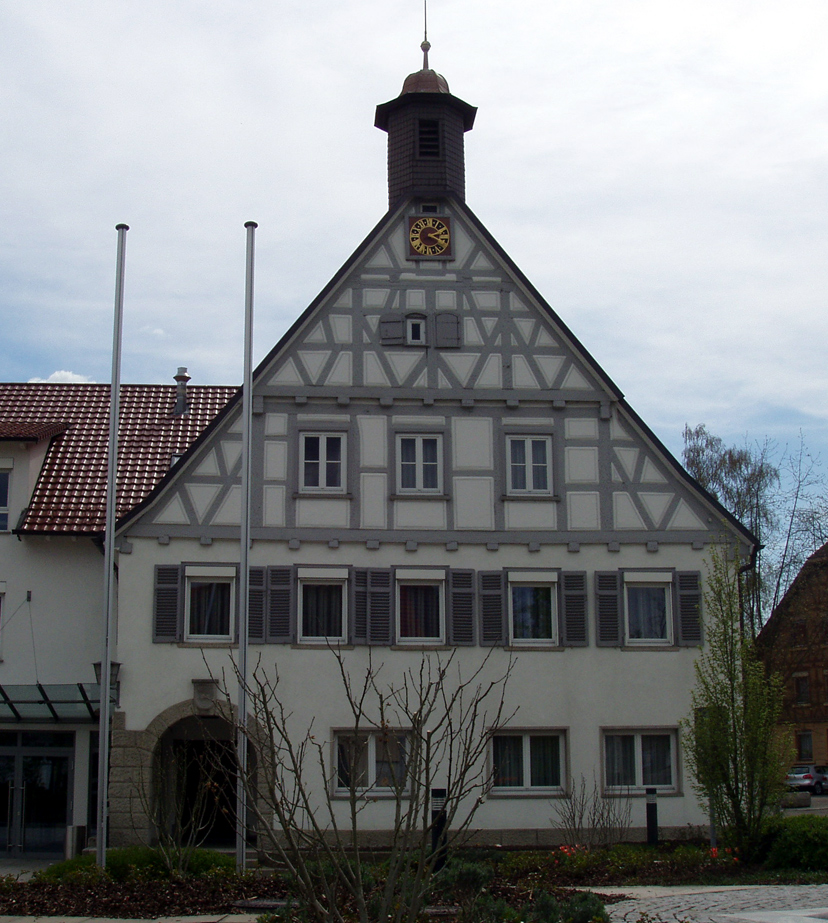
ウーヒンゲン市庁舎

### 議会
エーインゲンの市議会は、選挙で選ばれた名誉職の議員と議長を務める市長で構成される。市長は市議会において投票権を有している。
ウーヒンゲンでは、Unechte Teilortswahl という方式で選挙が行われる。この方式では Überhangmandate という超過議席が生じ、このため市議会の議席数はその都度変化する。2019年の選挙結果に基づく議席数は28である（前回2014年の選挙結果に基づく議席数は30であった）。

### 首長
市長は任期の8年ごとに選挙が行われる。歴代の市長を列記する。
- 1964年まで: アドルフ・コッホ
- 1964年-1981年: カール・ゲルハルト・ヤーン
- 1981年-2005年: クラウス・ヴァルター (FW)
- 2005年から: マティアス・ヴィットリンガー (CDU)

### 紋章
図柄: 赤地に銀の波帯と向かって左上に銀の正方形。
境界石にも刻まれているこの地域のマークは18世紀には「ゲンスフス」（直訳: ガチョウの足）であった。現在の紋章は1912年のシュトゥットガルト文書館館長の提案に基づいている。赤地で向かって左上の銀の正方形は1332年までこの街の大部分を領したアイヒェルベルク伯の紋章で、これに街を貫くフィルス川の象徴として波帯を組み合わせたものである。

## 経済と社会資本

### 交通

#### 道路
ウーヒンゲンへは、この街を通る連邦道10号線と連邦道297号線（ロルヒ - テュービンゲン）を利用する。

#### 鉄道駅
ウーヒンゲンにはフィルスタール鉄道（シュトゥットガルト - ウルム）の駅があり、シュトゥットガルトやガイスリンゲン/ウルムへ向かうメトロポールエクスプレスが30分間隔で発着する。シュトゥットガルトやウルムへの本線の他に、1990年代までは日々利用されていたローカル線がいくつかあった。また、アルガイアー社は独自の引き込み線を持っており、原料や完成した建築資材を運搬するのに現在も利用されている。このための入換機関車として Köf（小型牽引機関車）が使われている。2005年半ばまでは、プラットホームのある第3の路線も利用されていた。DBネッツは、近年では必要なくなった多くの路線やスイッチ類と同様にこの路線も撤去した。このためウーヒンゲンで列車追い越しのための停車ができなくなり、列車遅延が発生し、あるいは深刻化する。現在追い越しはゲッピンゲン駅とエーバースバッハ (フィルス) 駅においてのみ可能である。

#### バス
公共近郊旅客交通
ウーヒンゲンは地方の近郊交通の結節点である。ここにはドイツ鉄道 (DB) のローカル線だけでなく、フィルスタール下流域の地方バス路線がおおむね停車する。ゲッピンゲンへは地方バス路線261番、7672番、178番が運行しており、エーバースバッハへはバス路線261番、7673番で速やかに移動できる。キルヒハイム行きは178番、ナッサハタール地区とディーゲルスベルク地区は7672番と7673番を利用する。シュパールヴィーゼン経由でハッテンホーフェンへ行くのは22番、ホルツハウゼンおよびアルバースハウゼンへは2番路線が運行している。これらのバス路線は2021年1月からいずれもシュトゥットガルト交通・運賃連合に組み込まれた。
市民バス
2008年12月22日から市民バス ULi（Uhinger Linie) が1時間ごとに3路線でウーヒンゲンを運行している。運賃は距離に関係なく1ユーロである。乗客はボランティアの運転手によって運行される。経営母体はウーヒンゲン市民バス協会の ULi で、会費によって運営されている。ロゴはシューラー AG によってデザインされ、名称は市民の一般公募から選ばれた。

#### 航空

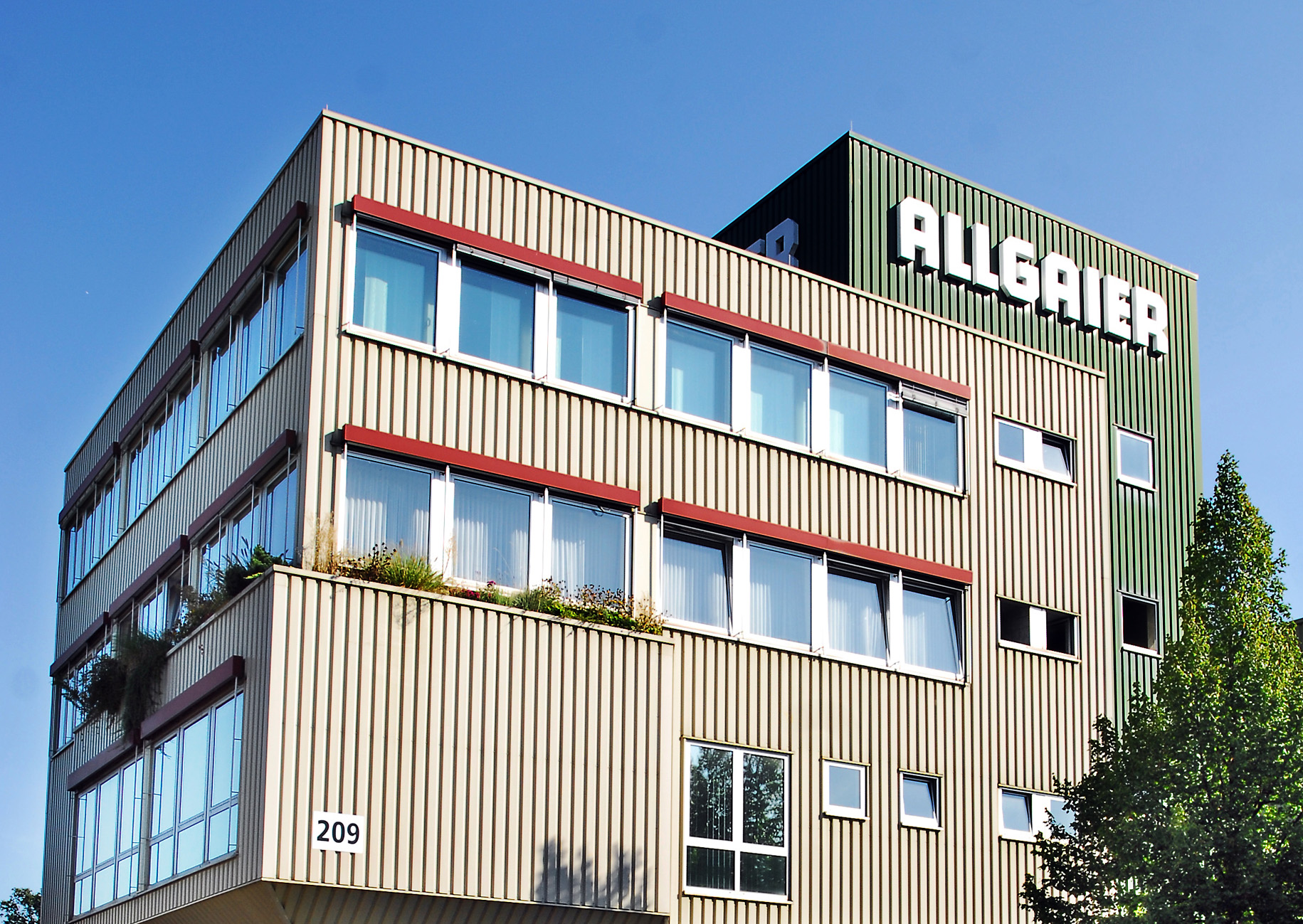
アルガイアー本社

ウーヒンゲンからシュトゥットガルト国際空港までは、直線距離で約 35 km である。

### 地元企業
この街最大の企業が、自動車産業向けの工具、プレス製品やコンポーネント、さらにフィルター装置や浄化装置を製造しているアルガイアー社である。この会社は、かつてトラクターを造っていたことでも知られている。
シュヴァーベンの焼き菓子ヴィベーレを製造しているアドルフ・ボッシュ KG は地域を超えて有名である。
ウーヒンゲンには様々な分野の主に中小企業が存在している。合計約3,700人の職場がある。

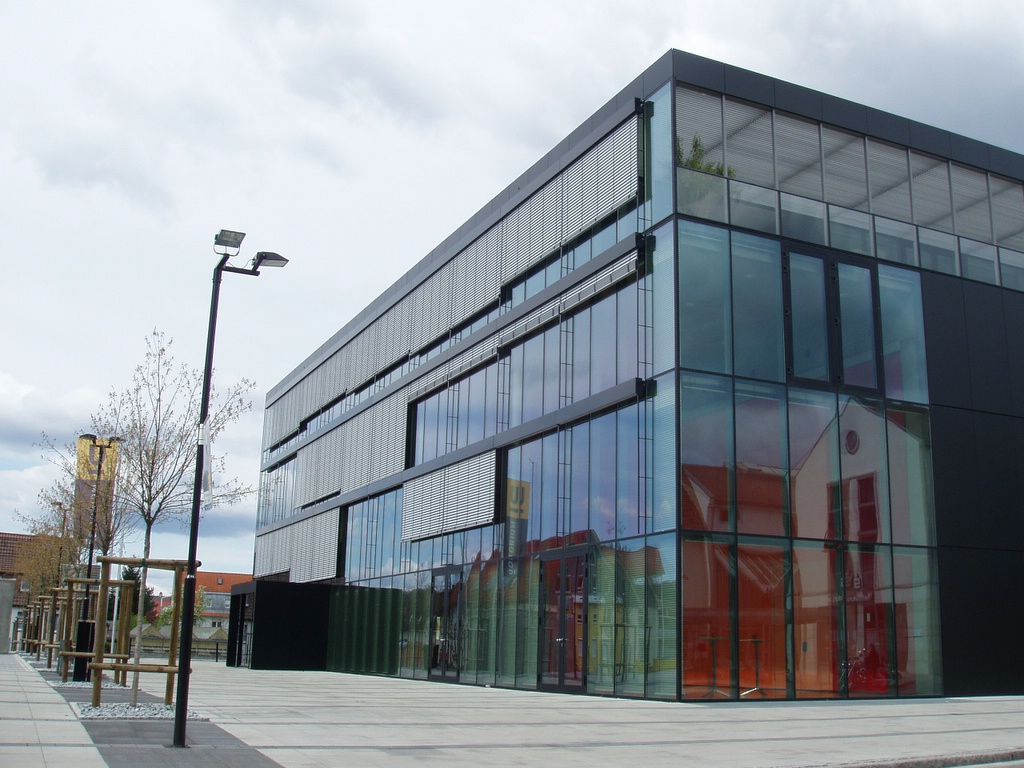
ウーディトリウム

### 公共施設
- 教会 7（このうち2つが中核市区）
- 屋外プール
- 屋内プールを持つハルデンベルクハレ
- ハルデンベルク＝シュターディオン
- 市立ホール「ウーディトリウム」、大ホール（約600席）と小ホール（180席）がある。
- 市立図書館
- マルタ救護サービスの救急監視所
- 消防団の6つの消防署（ウーヒンゲン、バイアーエック、ディーゲルスベルク、ホルツハウゼン、ナッサハ、シュパールヴィーゼン）

### 教育
- ヒーバーシューレ・ウーヒンゲン: 職業実科学校を含む基礎課程・本課程学校
- ホルツハウゼン基礎課程学校
- シュパールヴィーゼン基礎課程学校
- ナッサハミューレ基礎課程学校
- ハルデンベルク実科学校
- フィルスエックシューレ（学習障害者のための特別学校）
- 音楽学校
- 市民大学
- 幼稚園11園（合計21グループ、520人。中核市区には6園、10グループ、245人。）
- 託児所1箇所（4グループ、86人）

## 文化と見所

### 博物館
- 郷土博物館（ベルヒトルツホーフ）
- 写真歴史博物館（市庁舎内）

### 建築

#### ウーヒンゲン市庁舎
500年以上にわたる行政の中心である。1972年に公開された美しいファサードを持つ。

#### 福音主義の教会
福音主義の教会は、以下がある。
- ウーヒンゲンのツェツィーリエン教会[12]: 市庁舎とともにウーヒンゲンで最も古い建物の1つである。この教会は、1519年の網状のヴォールトを持つ内陣を備えた15世紀の西塔（ドイツ語版、英語版）建築である（塔は1495年以前の建築）。基礎のコンクリート工事前に行われた2020年5月の考古学的発掘により、先代の教会の遺構が発見された。1693年に長堂が北側に向かってわずかに拡張され、その部分と西側に入口が設けられた。この頃に豊かに装飾されたバロック様式の説教壇も設けられた。塔は1823年に改築された。この教会は1912年と1964年に改修された。この改修で、オルガンの回廊がゴシック様式の内陣から離された。ウーヒンゲンの福音主義の建物はいずれも第二次世界大戦後にシュトゥットガルトのガラス工芸家アドルフ・ヴァーレンティーン・ザイレによって制作されたステンドグラスを有している。ツェツィーリエン教会も1964年に3枚の内陣窓が設置された。左: 降誕祭、中央: 受難と復活祭、右: Majestas Domini（天の王）と Werke der Barmherzigkeit（病人の世話）が描かれている。福音主義の教会集会所（1959年、大天使ミカエルの頭部と悪魔）や墓地の建物（1949年、降架と復活。1981年に祈祷ホールに移された。そこには Lichtband（光の帯）も設置されている）にもステンドグラス作品がある。
- バイアーエックの教会: バイアーエックの教会は1595年に建設され、1849年に改築された。この教会には屋根上の小塔がある。祭壇の壁にはアドルフ・ヴァーレンティーン・ザイレのステンドグラス（受難と復活）が嵌め込まれている。
- ディーゲルスベルクのパウルス教会: 1957年建造。この教会および以下の2つの教会の建築家はいずれもヴァルター・ルフである。アドルフ・ヴァーレンティーン・ザイレは内陣窓「Majestas Domini / 最後の審判」を創り、塔の「パウルのズグラッフィート」も制作した。
- ホルツハウゼンのクリストゥス教会[13]: この教会は1964年に建設され、2003年に改築された。アドルフ・ヴァーレンティーン・ザイレは1964年にガラス・コンクリート（ダルグラス）製の彩色された南壁を制作した。ウーヒンゲンのガラス工芸家ヘルムート・エーデルマンは、集会ホールのために、板ガラス・エッチングの手法を用いて4枚の大きなガラスモザイクの窓（福音史家の象徴）をホールに制作した。
- シュパールヴィーゼンの復活教会[14]: この教会は1960年に建設され、2004年に拡張と改造が行われた。アドルフ・ヴァーレンティーン・ザイレはラザロの復活を描いた祭壇壁の窓と聖具室の窓を制作した。シュトゥットガルトの画家レギーネ・シェーンターラーは1996年に北壁の天地一杯にイエスの誕生から復活までの生涯を非具象的に象徴する絵画を描いた（2001年に改訂された）。

#### カトリック教会
- ウーヒンゲンの聖十字架教会
- シュパールヴィーゼンのボニファティウス教会

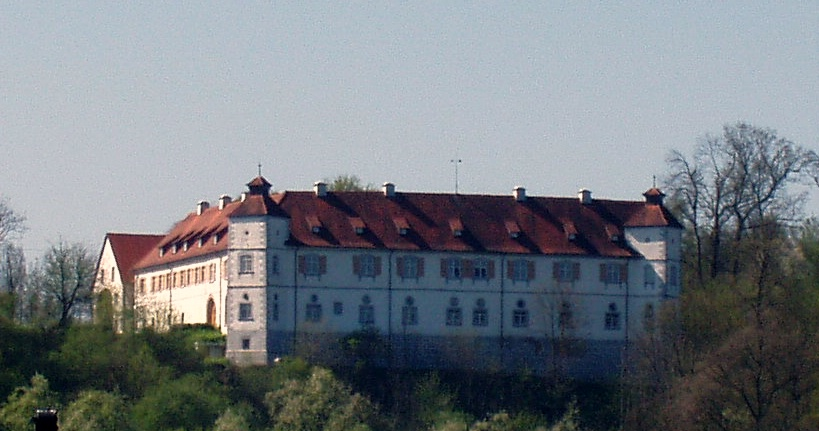
フィルスエック城

#### フィクスエック城
この城館は、1230年頃に城砦として建設された。ブルクハルト・ベルリヒンゲンの下で1597年/1598年に城館に改築された。1971年に事務翼が大火の犠牲となった。1989年から1994年にやっと元の姿に修復された。現在はゲッピンゲン郡貯蓄銀行のフィルスエック城財団が所有しており、イベント会場や集会所として利用されている。2019年に、いくつかの学習路や周回路を持つ景観公園が公開された。

#### ベルヒトルツホーフ
この建物は1477年に初めて言及されている。現在は市立図書館となっている。

### クラブ、団体
ウーヒンゲンとその地区部では活発なクラブ活動が行われており、住民の 80 % 近くが、73あるスポーツ、音楽、文化、慈善活動、その他のクラブや団体のいずれか、あるいは複数に参加している。

### 年中行事
ウーヒンゲンのクラブが共同で開催する最大のイベントが「カンデルホック」で、毎年6月の最終週末に開催され、数千人の見物客がウーヒンゲンを訪れる。

## 人物

### ゆかりの人物
- ヨハネス・フォン・ヒーバー（ドイツ語版）（1862年 - 1951年）政治家。ヴュルテンベルク自由人民州首相。ウーヒンゲンで亡くなった。
- ジーモン・シェンプ（ドイツ語版、英語版）（1988年 - ）バイアスロン選手。2014年ソチオリンピックのバイアスロン競技・男子4×7.5kmリレーおよび2014年ソチオリンピックのバイアスロン競技・男子15kmマススタートの銀メダリスト、2018年平昌オリンピックのバイアスロン競技・男子4×7.5kmリレーの銅メダリスト。ウーヒンゲンで育った。

## 関連図書
- Rudolf Moser, ed (1844). “Gemeinde Uhingen”. Beschreibung des Oberamts Göppingen. Die Württembergischen Oberamtsbeschreibungen 1824–1886. Band 20. Stuttgart / Tübingen: Cotta’sche Verlagsbuchhandlung. pp. 291–298